# Шампань, Клод
Клод Шампань (фр. Claude Champagne, 27 мая 1891, Монреаль — 21 декабря 1965, Монреаль) — канадский композитор, педагог и музыкальный функционер середины XX века.

## Биография

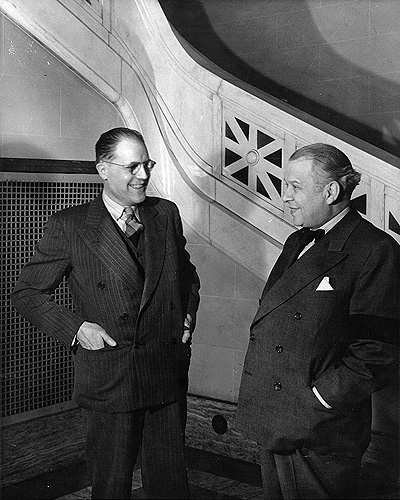
Клод Шампань (слева) и Вильфрид Пеллетье

Жозеф Шампань родился в семье выходца из Парижа и ирландки. Отец и мать помогали раскрыться его музыкальным дарованиям. В его обучении музыке участвовал и дед, скрипач из Репантиньи, благодаря которому в дальнейшем творчестве Шампаня прослушиваются мотивы квебекской народной музыки. Жозеф начал брать уроки игры на фортепиано в десятилетнем возрасте. Его учителем стал монреальский пианист и органист О.-Ф. Дево, а после него мальчика учил Р.-О. Пеллетье. В 14 лет Жозеф берет уроки скрипки у Альбера Шамберлана, и с тех пор скрипка остается его излюбленным инструментом. В 1908 и 1909 году он заканчивает две частные школы по классу теории и фортепиано и с 1910 по 1921 год сам дает уроки игры на фортепиано, скрипке и других инструментах, а также частные уроки музыкальной теории и композиции. Одновременно он играет в полковом оркестре Канадских гренадеров, осваивая новые для себя инструменты: альт и саксофон. Он также работает аккомпаниатором с несколькими хорами и играет на скрипке в театре варьете National.
Уже в 1914 году Шампань сам начинает сочинять музыку, сначала для своего оркестра, а потом для сценических постановок. В 1918 году друзья организовали ему встречу с Альфредом ла Либерте. Ла Либерте был впечатлен рукописью симфонической пьесы «Геркулес и Омфала» (фр. Hercule et Omphale) настолько, что сумел найти средства, чтобы отправить Шампаня на три года в Париж для дальнейшей учебы. В Парижской консерватории Шампань изучает искусство контрапункта и фуги, композицию и оркестровку. Одновременно он и сам дает уроки, работает аккомпаниатором и составляет каталоги для парижского филиала Публичного архива Канады. В 1922 году он женится на Жанне Маршаль из Льежа.
В 1926 и 1928 году в Париже исполняются два произведения Шампаня: сначала «Геркулес и Омфала», а затем «Канадская сюита» (фр. Suite canadienne), получившая в том же 1928 году приз музыкального фестиваля в Квебеке. В декабре 1928 года Шампань возвращается в Канаду и до 1937 года берется за самые разные работы, связанные с преподаванием музыки и административной деятельностью, включая преподавание в музыкальных школах, организованных при женских религиозных орденах. С 1932 по 1941 год он также преподавал композицию в университете Макгилла в Монреале, а также обучал преподавателей музыки для начальных классов в рамках своего сотрудничества с Комиссией католических школ Монреаля.
В 1942 году Шампань становится заместителем директора только что открывшейся Квебекской консерватории. Как в рамках его работы в консерватории, так и до этого в университете Макгилла у него обучались многие канадские композиторы следующего поколения, среди которых Вайолет Арчер, Франсуа Брассар, Жан Валлеран, Серж Гаран и Жиль Трамбле. Его избирают почетным председателем Канадского совета искусств, в результате чего он становится членом Международного музыкального совета при ЮНЕСКО. С 1949 по 1965 год он возглавляет канадский отдел организации Broadcast Music Incorporated, занимающейся защитой авторских прав композиторов и исполнителей. В этот период он уже почти не пишет новых произведений, его время распределяется между преподаванием и административной работой, включающей участие в международных конференциях и жюри фестивалей. Последней крупной работой Шампаня становится написанная в 1959 году «Высота» (фр. Altitude).

## Творчество
Ключевую роль в становлении Шампаня как композитора сыграла культура Квебека, а также современная ему французская музыка. Для его стиля характерны ясность, строгость и логическая завершенность, отличавшие французскую музыку рубежа веков. Его современник Лео-Поль Маран дает его музыке такую характеристику:

Утонченное искусство, исключительно цивилизованное, лишенное острых углов, целью которого являются прекрасный контур, прекрасные формы, точность и лаконичность. Никакая спешка, никакая грубость, никакое промедление не закрадывается в стиль этого музыканта, одного из самых знающих и уравновешенных в своем поколении.
Оригинальный текст (англ.)'A refined art, extremely civilized, with rounded corners, which seeks a beautiful outline, beautiful forms, precision and conciseness. No waste, no rough edges, no hesitancy ever interferes with the style of this musician, one of the best informed and most balanced of his generation
Шампань в совершенстве владел музыкальным стилем XIX века, не испытывая необходимости отказываться от него, изобретая что-то новое. Новые черты в его творчестве появились только в конце карьеры, в струнном квартете 1954 года и «Высоте». В его творчестве часты народные мотивы, но он не перерабатывал их, оставляя в первозданном виде. Его классические инструментовки позволяли ему добиваться лирического эффекта, сравнимого с творчеством Форе, Франка и Дебюсси.
В вышедшей в 1988 году «Антологии канадской музыки» (Radio Canada International) один из дисков занимают произведения Клода Шампаня.

### Произведения для оркестра и хора с оркестром
- Hercule et Omphale (1918)
- Suite canadienne (1927)
- Berceuse (1933)
- Évocation (1943)
- Images du Canada francais (1943)
- Symphonie gaspésienne (1944/1947)
- Концерт ре минор (1948)
- Paysanna (1953)
- Altitude (1959)

### Камерные произведения
- Danse villageoise для скрипки и фортепиано (1929/1936/после 1954)
- Habanera для скрипки и фортепиано (1929)
- Струнный квартет (1954)
- Suite miniature (1958/1963 — Concertino grosso)

### Другие произведения
- Ave Maria (1924)
- Missa brevis (1951)

## Признание
Помимо почетного президентства в Канадском совете искусств, Клод Шампань в 1956 году был избран почетным членом Канадской лиги композиторов. Посмертно он был избран членом Центра Канадской музыки. В 1946 году он стал почетным доктором музыки Монреальского университета, а в 1963 году был награждён медалью Канадского совета искусств.
В 1964 году в Канаде прошёл Год Клода Шампаня, в течение которого были сняты два документальных фильма, рассказывающих о его жизни и творчестве. В 1991 году, в рамках празднования столетия со дня его рождения, Канадская библиотека и архив провели посвященную ему выставку. В 1994 году была открыта посвященная Шампаню мемориальная доска. В монреальском районе Утремон в его честь назван проспект.